# Colpoptera stigmata
Colpoptera stigmata är en insektsart som beskrevs av Caldwell 1945. Colpoptera stigmata ingår i släktet Colpoptera och familjen sköldstritar. Inga underarter finns listade i Catalogue of Life.